# NXIVM
NXIVM war ein als privates Unternehmen getarnter Kult, der in verschiedene kriminelle Aktivitäten verwickelt war, darunter Betrug, Freiheitsentzug, Sexualstraftaten, Menschenhandel und möglicherweise auch Morde. NXIVM wurde 1998 von Keith Raniere und Nancy Salzman gegründet und hatte seinen Sitz im Raum Albany in New York. Die Organisation verfügte über Zentren in den Vereinigten Staaten, Kanada und Mexiko. Die Tochtergesellschaften von NXIVM betrieben Rekrutierung nach dem Modell des Multi-Level-Marketing und boten Selbsthilfeseminare beruhend auf den Ideen des Human Potential Movement an. Frühere Mitglieder des Kultes wendeten sich schließlich an die Öffentlichkeit hinsichtlich der Praktiken von Raniere. Im Jahr 2017 enthüllten ehemalige Mitglieder gegenüber der New York Times schädliche Informationen über Raniere und NXIVM; diese Informationen beinhalteten die Existenz eines mit NXIVM verbundenen Geheimbundes namens „DOS“, in dem Frauen gebrandmarkt und als Sklavinnen gehalten wurden. Die Behörden begannen zu ermitteln und 2019 wurde Raniere zu einer Haftstrafe von 120 Jahren verurteilt. An dem Kult waren auch Schauspieler aus Hollywood und Angehörige der kanadischen Unternehmerfamilie Bronfman beteiligt.

## Geschichte

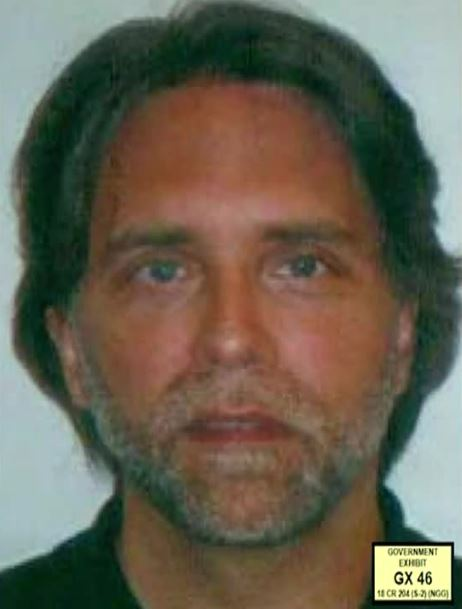
Keith Raniere

Keith Raniere gründete NXIVM im Juli 1998 gemeinsam mit seiner Geschäftspartnerin Nancy Salzman unter dem Namen Executive Success Programs (ESP), nachdem sein vorheriges Unternehmen Consumers Buyline als Schneeballsystem enttarnt worden und bankrottgegangen war. Einem Bericht des ehemaligen NXIVM-Mitglieds Sarah Edmondson zufolge wählte Raniere den Namen in Anlehnung an das antike römische System der Schuldknechtschaft, das als nexum bekannt war. Dem Trade Mark-Eintrag von 2002 soll NXIVM von „The Next Millenium“ abgeleitet sein. Innerhalb der Organisation ließ sich Raniere als „Vanguard“ und Salzman als „Präfekt“ ansprechen. Innerhalb der Organisation wurden die Titel damit begründet, dass Raniere der Anführer einer philosophischen Bewegung und Salzman seine erste Schülerin sei. Sich selbst bezeichnete der Kultführer Raniere als „intelligentesten“ und „ethischsten“ Mann der Welt. Die Organisation bat Selbsthilfekurse an und konnte schnell eine Reihe von prominenten Mitgliedern rekrutieren. Raniere behauptete, dass seine „Technologie“, die er als „Rational Inquiry Method“ bezeichnete, die Symptome des Tourette-Syndroms heilen, Kindern das Sprechen von bis zu 13 Sprachen beibringt und College-Studenten helfen, ihre „moralische Entscheidungsfähigkeit“ zu verbessern. Knapp 16.000 Menschen nahmen seine Seminare in Anspruch und zahlten ihm dafür hohe Geldsummen.
Bereits in den 2000er Jahren kamen Vorwürfe auf, dass es sich bei NXIVM um einen Kult handeln würde. Im Oktober 2003 veröffentlichte Forbes einen kritischen Artikel über NXIVM und den „Personenkult“ um Raniere. Laut Vanity Fair hatte die NXIVM-Führung, die mit Forbes gesprochen hatte, eine positive Geschichte erwartet. Besonders verärgert waren sie über die Äußerungen von Edgar Miles Bronfman senior, der gegenüber Forbes erklärte, dass er NXIVM für eine Sekte halte und dass ihn die „emotionale und finanzielle Investition“ seiner beiden Töchter Sara und Clare in die Gruppe beunruhige.
Nachdem die Schauspielerin Kristin Kreuk sich 2006 NXIVM angeschlossen hatte, reisten Salzman und ihre Tochter Lauren, eine Junior-NXIVM-Leiterin, nach Vancouver, um Kreuks Smallville-Kollegin Allison Mack anzuwerben. Lauren freundete sich mit Mack an (die beiden Frauen wurden schließlich zu Ranieres innerem Kreis). Kreuk verließ NXIVM jedoch im Jahr 2013, während Mack in der Führung von NXIVM verblieb.
Beginnend mit Berichten von Frank Parlato im Juni 2017 und verstärkt durch einen Artikel in der New York Times im Oktober 2017, wurden Details über „DOS“ bekannt, einen Geheimbund von Frauen, der 2015 innerhalb von NXIVM gegründet wurde und in dem weibliche Mitglieder als Sklavinnen bezeichnet, mit den Initialen von Raniere und Mack gebrandmarkt, von ihren „Meistern“ körperlich bestraft und aufgefordert wurden, Nacktfotos oder andere potenziell schädliche Informationen über sich selbst als Erpressungmaterial zur Verfügung zu stellen. Die Frauen mussten sexuelle Dienste und Zwangsarbeit für Raniere und andere hohe Mitglieder der Organisation leisten sowie eine strenge Diät einhalten um Raniere zu gefallen.
Der Bericht der New York Times führte zu weiteren Enthüllungen von Whistleblowern in den Medien. Im März 2018 wurde Raniere nach seiner Flucht nach Mexiko verhaftet und wegen Vorwürfen im Zusammenhang mit DOS, einschließlich Sexhandel, Verschwörung zum Sexhandel und Verschwörung zur Zwangsarbeit angeklagt. Am 12. Juni 2018 wurde berichtet, dass NXIVM aufgrund „außergewöhnlicher Umstände, mit denen das Unternehmen konfrontiert ist“, seinen Betrieb eingestellt habe.
Im folgenden Prozess sagten die Komplizen von Raniere gegen diesen aus und bekannten sich schuldig, um ihre Haftstrafen zu vermindern. Raniere weigerte sich jedoch sich schuldig zu bekennen und zeigte keinerlei Reue. Am 19. Juni 2019 wurde er von den Geschworenen in allen Anklagepunkten verurteilt, darunter zählten neben Racketeering, Sexhandel, Finanzbetrug und Zwangsarbeit auch die sexuelle Ausbeutung von Minderjährigen und der Besitz von Kinderpornografie. Er erhielt im Oktober 2020 eine Haftstrafe von 120 Jahren. Ebenfalls verurteilt wurden Allison Mack (3 Jahre), Clare Bronfman (81 Monate), Lauren Salzman (5 Jahre auf Bewährung), Nancy Salzman (42 Monate) und Kathy Russell (2 Jahre auf Bewährung).

## Ideologie und Aktivitäten

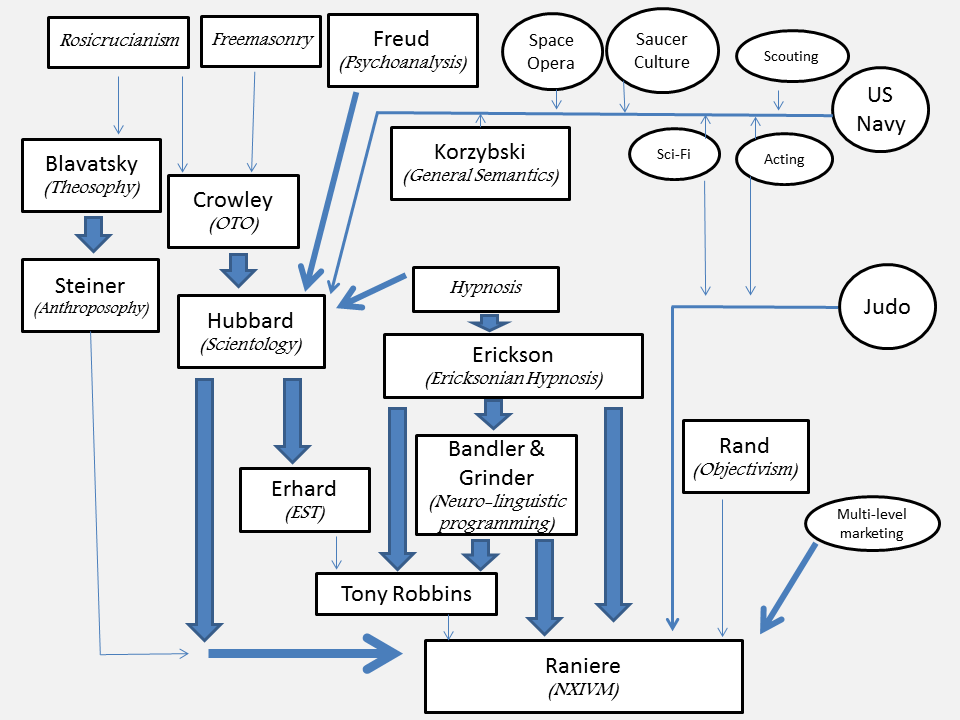
Einflussgebende Ideen auf die Ideologie von NXIVM

NXIVMs Ideologie waren eine Mischung aus den Lehren des Human Potential Movement verbunden mit Elementen der Ideen von Scientology-Gründer L. Ron Hubbard, Ayn Rand, Rudolf Steiner, Aleister Crowley, Isaac Asimov, Anthony Robbins und Helena Blavatsky. So predigte die Organisation die Lehre der Reinkarnation. Einige Mitglieder des inneren Kreises von NXIVM wurden Berichten zufolge gelehrt, dass sie in früheren Leben hochrangige Nazis waren. NXIVM führte „Intensivkurse“ durch, Kurse, die 16 Tage lang täglich 12 Stunden dauerten. Ein Preis wurde mit 7.500 US-Dollar angegeben. NXIVM arbeitete mit typischen Kultinstrumenten wie der Isolation von Familienmitgliedern, Erpressung und Indoktrinierung. So wurden verschiedene Gehirnwäschetechniken angewendet, darunter das Zeigen von gewalttätigen Videos. Der Kult beraubte Mitglieder ihrer Freiheit und mindestens vier Frauen verstarben oder verschwanden in Zusammenhang mit dem Kult. Raniere selbst gab an, Menschen getötet zu haben.
Die NXIVM wurde mit mehreren verwandten Organisationen in Verbindung gebracht. Jness war eine Gesellschaft, die sich an Frauen richtete, während die Society of Protectors in erster Linie auf Männer ausgerichtet war. Eine dritte Gruppe war unter dem Akronym DOS bekannt, kurz für „Dominus Obsequious Sororium“, was einem Mitglied zufolge „Herr über Sklavinnen“ bedeutet. 2006 gründete Raniere Rainbow Cultural Garden, eine internationale Kette von Kinderbetreuungseinrichtungen, in denen Kinder sieben verschiedene Sprachen lernen sollten. Raniere umgab sich mit einem „Harem“ von 15 bis 20 Frauen, die er missbrauchte und ausbeutete. Er ließ seinen „Sklavinnen“ auch seine Initialen einbrennen. Einige seiner Opfer waren Minderjährige. Im Prozess gegen Raniere wurde bekannt, dass Raniere mehrere Mädchen und Frauen davon überzeugt hatte, dass Sex mit ihm ihre angeblichen „Zerrüttungen“ heilen könne und dass sein Samen übernatürliche Qualitäten besitze. Raniere wies eine Sexualpartnerin an, ihm eine Jungfrau zu suchen, da er aus „energetischen und DNA-technischen Gründen“ ein „reines Gefäß“ brauche.

## Beteiligte Personen

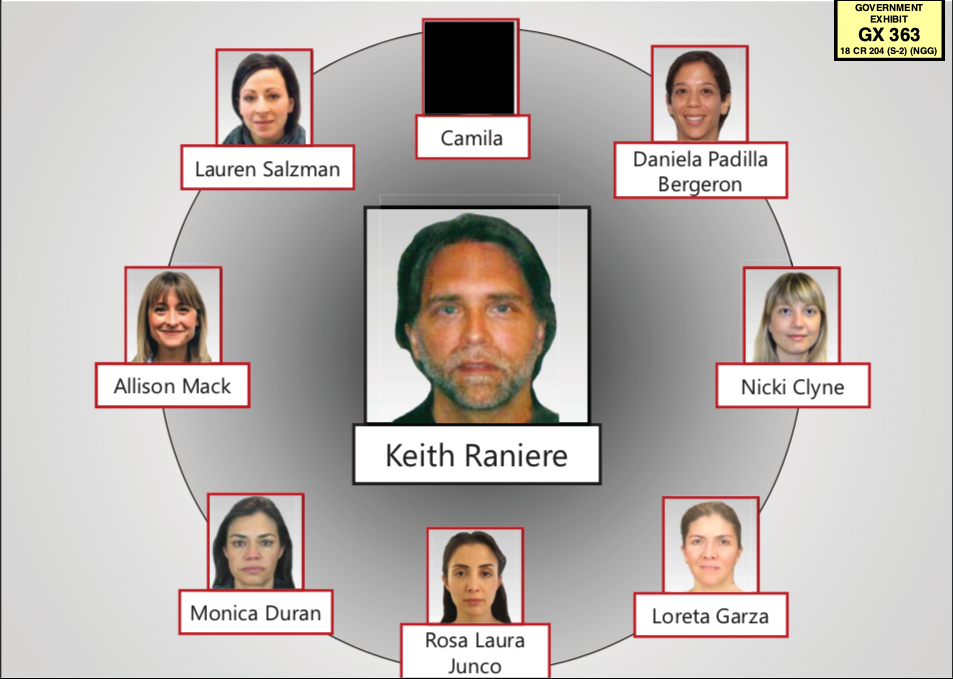
Innerer Kreis um Raniere

Die Schauspielerin Allison Mack soll die Nummer zwei der Organisation gewesen sein und wurde für ihre Rekrutierung neuer Mitglied, die später Ranieres Sklavinnen wurden, verurteilt. Sie mussten kompromittierendes Material an Mack abliefern und wurden so erpresst. Ebenfalls beteiligt an dem Kult bzw. involviert waren Indira Oxenberg, die Tochter von Catherine Oxenberg sowie die Schauspielerinnen Kristin Kreuk, Nicki Clyne, Shirley MacLaine und Grace Park.
Die beiden Schwestern Clare und Sara Bronfman, Erben der kanadischen Bronfman-Familie gaben dem Kult 150 Millionen US-Dollar an ihrem Vermögen und beteiligten sich an der Einschüchterung von Opfern. Auch ihr Vater Edgar Miles Bronfman senior war anfangs ein Anhänger, wendete sich aber ab, nachdem er von Zahlungen seiner Töchter in Millionenhöhe an den Kult erfahren hatte.
Das World Ethical Foundations Consortium, eine von Raniere und den Bronfman-Schwestern mitbegründete Organisation, sponserte 2009 einen Besuch des Dalai Lama Tenzin Gyatso in Albany. Der Besuch wurde zunächst vom Dalai Lama aufgrund der negativen Presse über NXIVM abgesagt, wurde aber neu geplant; der Dalai Lama sprach schließlich im Mai 2009 im Palasttheater von Albany. Der Dalai Lama schrieb außerdem bereits im April 2009 das Vorwort zu Ranieris okkultem Buch mit dem Titel The Sphinx & Thelxiepeia. Acht Jahre später wurde bekannt, dass Clare's Schwester Sara 2009 eine sexuelle Beziehung mit Lama Tenzin Dhonden hatte, dem Pförtner des Dalai Lama, der den Auftritt arrangiert hatte und der als Mönch ein Zölibatsgelübde abgelegt hatte.
NXIVM hatte enge Verbindungen zur gesellschaftlichen Elite Mexikos. Mehrere prominente mexikanische Bürger, darunter Emiliano Salinas (Sohn des ehemaligen Präsidenten Carlos Salinas de Gortari) und Ana Cristina Fox (Tochter des ehemaligen Präsidenten Vicente Fox), Rosa Laura Junco, Loreta Garza Dávila (Wirtschaftsführerin aus Nuevo Leon), Daniela Padilla und Mónica Durán, wurden beschuldigt, in den Kult verwickelt zu sein. Mehrere von Ranieres Opfer stammten auch aus Mexiko. Raniere hatte Verbindungen zu einer Mormonengemeinde in Mexiko, aus der er Minderjährige für eine „Mädchenschule“ seines Kultes in Albany rekrutierte.
Der britische Milliardär Richard Branson soll an Seminaren der Gruppe teilgenommen haben, was dieser abstritt. Raniere versuchte Branson für die Organisation zu gewinnen und NXIVM soll immer wieder Seminare und „wilde Partys“ auf Bransons Privatinsel Necker Island abgehalten haben. Branson dementierte später davon gewusst zu haben und Raniere jemals gekannt zu haben.
Roger Stone, der langjährige Berater von Donald Trump, war für NXIVM als Lobbyist tätig gewesen, war jedoch kein Mitglied. Er sagte das er „nie einen Hinweis dafür gesehen habe, dass NXIVM eine Sex-Sekte gewesen sei“.